# Iván Böszörményi-Nagy
Iván Böszörményi-Nagy (Boedapest, 19 mei 1920 – Glenside, 28 januari 2007) was een Hongaars-Amerikaanse psychiater en psychotherapeut.

## Levensloop
Na een academische graad in de psychiatrie aan de Pázmány Péter Katholieke Universiteit in Boedapest te hebben behaald was hij in de Hongaarse hoofdstad onder meer hoogleraar in de psychiatrie. Vanwege de stalinistische machtsovername in zijn land vertrok hij in 1948 naar Oostenrijk waar hij als psychiater voor een internationale vluchtelingenorganisatie werkte totdat hij in 1950 naar de Verenigde Staten emigreerde.
In de VS hield hij zich te Chicago in eerste instantie bezig met wetenschappelijk onderzoek, vervolgens werd hij hoogleraar aan de Universiteit van Chicago en aan de State University of New York in Syracuse.
In 1957 werd Böszörményi-Nagy directeur van de afdeling gezinspsychiatrie van het in Philadelphia gelegen Eastern Pennsylvania Psychiatric Institute, een betrekking die hij twintig jaar lang zou vervullen. Van 1963 tot 1970 was hij ook als professor verbonden aan het eveneens in deze stad gelegen Jefferson Medical College. In 1963 was hij medeoprichter van het Family Institute of Philadelphia. Ook was hij betrokken bij de totstandkoming van de American Family Therapy Academy.
In 1974 werd hij hoogleraar in de psychiatrie aan de Universiteit van Pennsylvania (eveneens in Philadephia gevestigd). Verder ging hij in datzelfde jaar de afdeling gezinstherapie van het Hahneman Medical College (ook te Philadelphia) leiden en richtte hij in de tweede helft van de jaren zeventig in Glenside het Institute of Contextual Growth op. Daarnaast had hij een eigen praktijk, eerst in Ambler en later in Glenside. In 1999 trok hij zich uit zijn werkzaamheden terug.
In 1988 kwam Böszörményi-Nagy voor het eerst sinds zijn vertrek weer in Hongarije. Hij zou daarna nog geregeld zijn voormalige vaderland bezoeken. In 2000 werd hij door de Hongaarse president Árpád Göncz met de presidentiële medaille onderscheiden.
De laatste tien jaar van zijn leven leed hij aan de ziekte van Parkinson waardoor hij zich per rolstoel moest verplaatsen. Dit weerhield hem er niet van diverse internationale congressen over gezinstherapie te volgen. Uiteindelijk overleed hij op 86-jarige leeftijd aan deze ziekte. Hij werd in de Hongaarse plaats Külsővat begraven.

#### In België en Nederland
Ivan Böszörményi-Nagy is veel in België en Nederland geweest, waar zijn gedachtegoed nog steeds een grote groep aanhangers kent. In 1967 gaf hij zijn eerste cursus in deze contreien. In het Nederlandse taalgebied verkreeg Nagy bekendheid door de activiteiten van Else-Marie van den Eerenbeemt. In 1985 was er voor de Nederlandse televisie een interview met Nagy, Erven van Toekomst, uitgezonden door de Interkerkelijke Omroep Nederland. Nagy gaf diverse workshops en gastcolleges.

## Werk
De ervaringen die hij opdeed aan het Eastern Pennsylvania Psychiatric Institute waren van beslissende invloed op zijn werk als psychiater. Bij vergaderingen aldaar werden niet alleen hulpverleners maar ook psychiatrische patiënten en hun familieleden betrokken. Op grond hiervan ontwikkelde Böszörményi-Nagy samen met andere gezinstherapeuten de contextuele therapie. Deze psychotherapie poogt de geestesgesteldheid van psychiatrische patiënt te verbeteren door de naaste familie te betrekken bij de behandeling vanuit het idee dat de speciale band van bloedverwantschap van familieleden troost en ondersteuning kan bieden. Ethische opvattingen spelen hierbij een grote rol omdat hij vond dat wederzijdse ondersteuning van wezenlijk belang zijn om families bijeen te houden. Hij zag het als de taak van de gezinstherapeut om de familiale kernwaarden van trouw en vertrouwen te bevorderen. Deze loyaliteit is bij Nagy's werk ook intergenerationeel. Tussen de generaties bestaat een existentiële band: het kind moet loyaal zijn aan zijn ouders omdat het door zijn ouders ontstaat. Hierbij is er sprake van een primaire (bij de geboorte ontstane) en secundaire (bij opvoeding en verzorging ontstane) loyaliteit. Verstoring van de loyaliteit kan ernstige gevolgen hebben.
In zijn werk onderging Böszörményi-Nagy invloeden van de psychoanalyse en de gezinstherapie alsmede van figuren als psychoanalyticus Ronald Fairbairn, psychiater Kalman Gyarfas en de psychotherapeute Virginia Satir en filosoof Martin Buber met zijn Ik-Gij-filosofie. Hij publiceerde diverse artikelen over zijn vakgebied alsook een zestal boeken zoals Invisible Loyalties (1973), Between Give and Take (1986, samen met de Amerikaanse psychiater Barbara Krasner) en Foundations of Contextual Therapy (1987).
De contextuele therapie wordt in Nederland veelvuldig door hulpverleners toegepast, vooral bij hen die zich richten op jongeren. Ook in diverse kerken past men zijn methode toe en wordt daar contextueel pastoraat genoemd.